# Мухаммед Азам-хан
Мухаммед Азам-хан (пушту محمد عظم خان‎;
1820—1869) — эмир Афганистана в период с 7 октября 1867 по 8 сентября 1868 года. Из пуштунской (по происхождению) династии Баракзаев.
5-й сын Дост-Мухаммеда. Унаследовал власть после смерти своего старшего родного брата Афзаль-хана. На следующий год после смерти самого Азам-хана эмиром опять стал его единокровный брат Шир-Али — ещё один сын Дост-Мухаммеда.